# Maestro di Griselda
Maestro di Griselda, noto anche come Maestro della Leggenda di Santa Griselda (Siena, ... – ...; fl. XV secolo), è stato un pittore italiano attivo a Siena nel XV secolo.

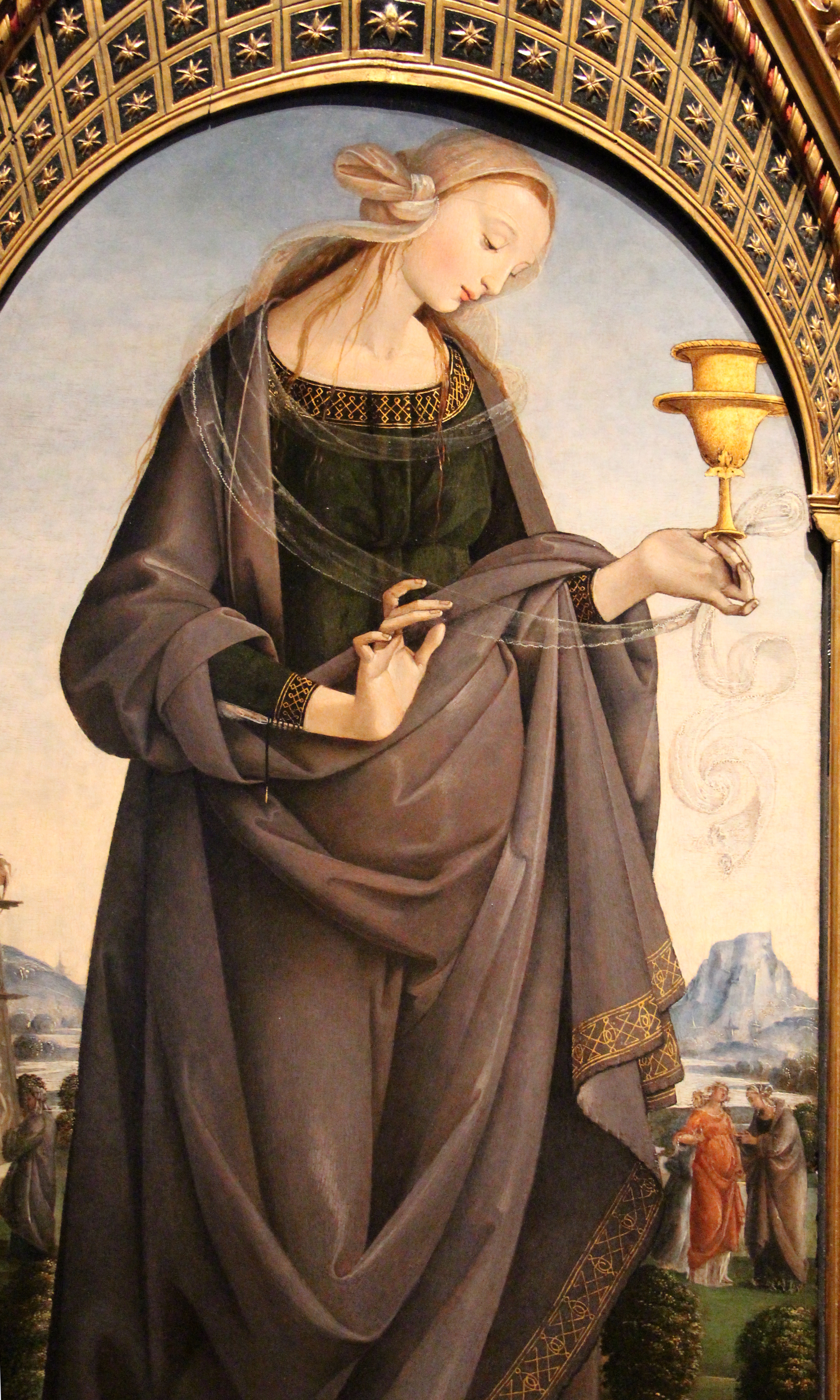
Maestro di griselda, Artemisia, 1498 ca., Milano, Museo Poldi Pezzoli

Egli trae il nome da tre dossali con storie dell'omonima eroina dell'antichità conservati alla National Gallery a Londra (nn. inv. 912, 913, 914: Davies, 1961, pp. 365-367).
Deve la sua fama alla realizzazione di una serie di dipinti raffiguranti uomini e donne virtuose dell'antichità di cui il più celebre è la raffigurazione di Artemisia (1498 ca., 87,8 x 46,3 cm, tempera su tavola, Museo Poldi Pezzoli).